# Paectes burserae
Paectes burserae is een vlinder uit de familie van de Euteliidae. De wetenschappelijke naam van de soort is voor het eerst geldig gepubliceerd in 1901 door Dyar.